# Ensian-ordenen
Ensian-ordenen (Gentianales) er en meget stor orden inden for de tokimbladede planter. Man anser det for givet, at den rummer flere end 20.000 arter.
| Familier |

- Ensian-familien (Gentianaceae)
- Gelsemiaceae
- Krap-familien (Rubiaceae)
- Loganiaceae
- Singrøn-familien (Apocynaceae)